# Ţăndărei
Țăndărei (rumænsk udtale: [t͡səndəˈrej]) er en by i distriktet Ialomița i Muntenien, Rumænien, med 12.761 (2021) indbyggere. Byen ligger på Bărăgan-sletten, på venstre bred af floden Ialomița. Den blev erklæret by i 1968. Nationalvejen DN2A, som forbinder Slobozia med Constanța går gennem byen. Distriktshovedstaden Slobozia ligger omkring 25 km mod sydvest.
Țăndărei er af nogle kendt som "Beverley Hills for rumænske gangstere"